# فلورسانس

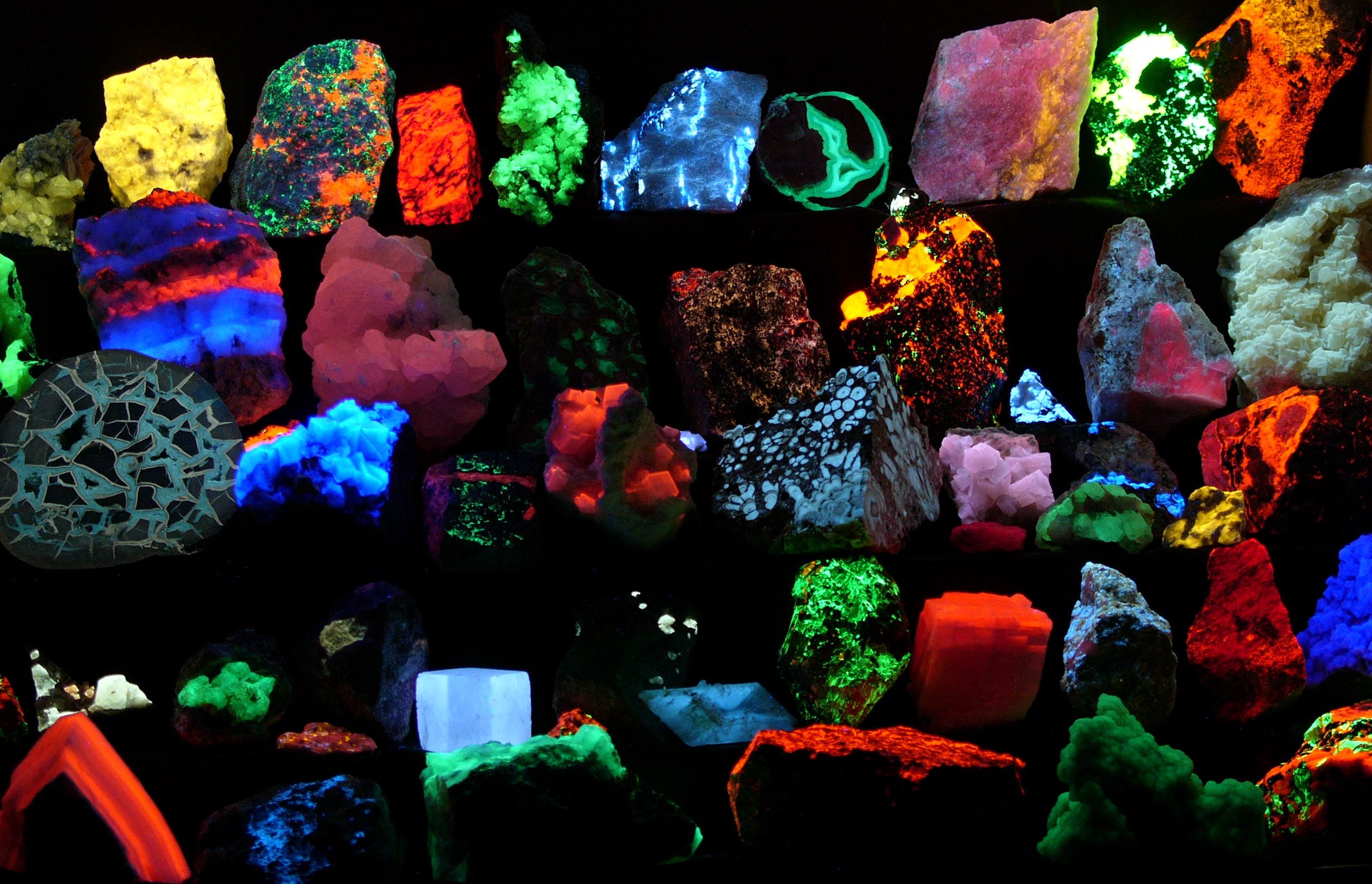
کانی‌های فلوئرسنت (فلوئرِست) هنگامی که در معرض نور فرابنفش قرار بگیرند، از خودشان نور مرئی تابش می‌کنند.

شب‌تابی یا فِلورسانس (به انگلیسی:  Fluorescence) یکی از انواع تابناکی است. فرهنگستان زبان فارسی برای این مفهوم، فلوئورخشندگی را پیشنهاد کرده‌است. شب‌تابی در سامانه‌های شیمیایی گازی، مایع یا جامد رخ می‌دهد.
شب‌تابی در اثر جذب فوتون در حالت پایه و رسیدن به حالت برانگیخته پدید می‌آید. برخلاف فسفرسانس، در این حالت، اسپین الکترون همچنان با الکترون حالت پایه، جفت شده‌است. زمانی که مولکول برانگیخته، به حالت پایه بازگردد، تابش فوتون‌هایی با انرژی کمتر و طول موج بلندتر را به همراه دارد.
اصطلاح فلورسانس از فلئوریت می‌آید که ماده معدنی متشکل از نمک فلوراید کلسیم (CaF 2) و یک ماده فلورسنت شناخته شده‌است.

## دلیل
پس از آنکه الکترون با جذب فوتون پرانرژی (نور با طول موج کوتاه) از تراز پایه به تراز برانگیخته می‌رود، تمایل دارد که با تابش فوتون انرژی خود را از دست بدهد و به تراز پایه برگردد. در اینجا ممکن است که الکترون یک‌راست به تراز پایه برنگردد؛ بلکه ابتدا به ترازهای برانگیخته پایین‌تر رفته و سپس به تراز پایه برسد که در این حالت الکترون، فوتون‌هایی با انرژی کمتر (یعنی طول موج بلندتر) از خود تابش می‌کند که ممکن است برای چشم انسان قابل دیدن باشد.
یعنی نور با طول موج معین جذب می‌کنند اما نور با طول موج متفاوت از خود گسیل می‌دهند.

## کاربرد
این خاصیت در کانی‌شناسی، گوهرشناسی، پزشکی، و لامپ فلورسنت به کار می‌رود.

### لامپ‌های فلورسنت
- نوری که از لامپ‌های مهتابی (فلورسنت) و لامپ‌های کم‌مصرف منتشر می‌شود، از اثر فِلوئورِسانسی است. این لامپ‌ها، لوله‌هایی توخالی هستند که با گاز با فشار بسیار کم پر شده‌اند. هنگامی‌ که برق از میان این گاز می‌گذرد، تابش نامریی فرابنفش گسیل می‌کند. درون لوله لامپ با پودر فسفر پوشیده شده‌است، که این تابش را جذب و نور سفید می‌تاباند.

عقربه‌های ساعت شب نما در تاریکی می‌درخشند. این پدیده را فسفرتابی می‌نامند، زیرا تابش آن بر اثر انرژی نورانی‌ای است که عقربه‌ها در طول روز گرفته‌اند.
- بسیاری از پودرهای دستگاه رختشویی، ترکیبات شیمیایی فلوئورسان دارند که به آن‌ها درخشان‌کننده نوری می‌گویند. هنگامی که لباس برای خشک شدن آویزان می‌شود، این درخشان‌کننده‌های نوری، نور فرابنفشِ نامرییِ خورشید را جذب می‌کنند و نور آبی سفید مرئی می‌تابانند.

موج بازگشتی از پدیدهٔ شب‌تابی در مقایسه با فُسفُرتابی، انرژی بیشتر و در نتیجه طول موج کمتر دارد.